# San Pedro de los Pinos
San Pedro de los Pinos ist ein Stadtviertel von Mexiko-Stadt. Es befindet sich im südwestlichen Teil des Bezirks Benito Juárez und liegt etwa zwei bis drei Kilometer Luftlinie südlich des Castillo de Chapultepec. 

## Lage
Das Viertel grenzt im Norden an die colonia Tacubaya und die calle 11 de Abril, im Osten an die colonia Nápoles und den Viaducto Río Becerra, im Süden an die colonia Ciudad de los Deportes und die Eje 5 Sur (die in diesem Abschnitt auch Avenida San Antonio heißt) und im Westen an den Anillo Periférico. Die beinahe im geografischen Mittelpunkt des Viertels gelegene gleichnamige Metrostation wird von der Linie 7 bedient. Mit dem Parque Pombo im Zentrum und dem Parque Miraflores im Süden beherbergt das Viertel zwei Grünanlagen. 

## Geschichte
Die Bebauung des heutigen Stadtviertels begann im späten 19. Jahrhundert als Erweiterung der bereits vorhandenen Dörfer Tacubaya im Norden und Mixcoac im Süden. San Pedro de los Pinos ist ein ruhiges Wohnviertel, das seit jeher als gehobene Wohngegend gilt und noch immer weitgehend aus einstöckigen Wohnhäusern besteht. 

## Sportliche Keimzelle
Bereits im Jahr 1900 entstand im seinerzeit noch ländlich geprägten San Pedro de los Pinos, zu jener Zeit noch ein selbständiger Vorort der mexikanischen Hauptstadt, der Mexico Cricket Club, der in der Saison 1903/04 die Fußballmeisterschaft von Mexiko gewann. 
Ferner entstand hier der San Pedro Golf Club, der 1906/07 zusammen mit dem nur wenige Kilometer südlich beheimateten Mixcoac Golf Club den Mexico Country Club ins Leben rief; den ältesten Country Club Mexikos. 
Auch der Fußballverein México, mexikanischer Meister in der Saison 1912/13, hatte seine Wurzeln in San Pedro de los Pinos.